# Harald Rofner
Harald Rofner (ur. 2 marca 1948 r.) – austriacki narciarz alpejski. Nie startował na igrzyskach olimpijskich ani mistrzostwach świata. Najlepsze wyniki w Pucharze Świata osiągnął w sezonie 1970/1971, kiedy to zajął 15. miejsce w klasyfikacji generalnej, a w klasyfikacji slalomu był piąty.

## Sukcesy

### Puchar Świata

#### Miejsca w klasyfikacji generalnej
- 1968/1969 – 53.
- 1969/1970 – 23.
- 1970/1971 – 15.
- 1971/1972 – 33.

#### Miejsca na podium
1. Sankt Moritz – 17 stycznia 1971 (slalom) – 2. miejsce
2. Kitzbühel – 24 stycznia 1971 (slalom) – 3. miejsce
3. Sestriere – 19 grudnia 1971 (slalom) – 3. miejsce